# Parafia św. Jana Maksymowicza w Paryżu
Parafia św. Jana Maksymowicza – jedna z jedenastu etnicznie rosyjskich parafii w jurysdykcji Rosyjskiego Kościoła Prawosławnego poza granicami Rosji na terytorium Francji. Jedna z dwóch parafii tego Kościoła w Paryżu.
Po utworzeniu eparchii brytyjskiej i zachodnioeuropejskiej w miejsce eparchii genewskiej i zachodnioeuropejskiej oraz brytyjskiej i irlandzkiej, parafia nie została uwzględniona w spisie placówek nowej eparchii.